# Liste der Baudenkmäler in Pleiskirchen

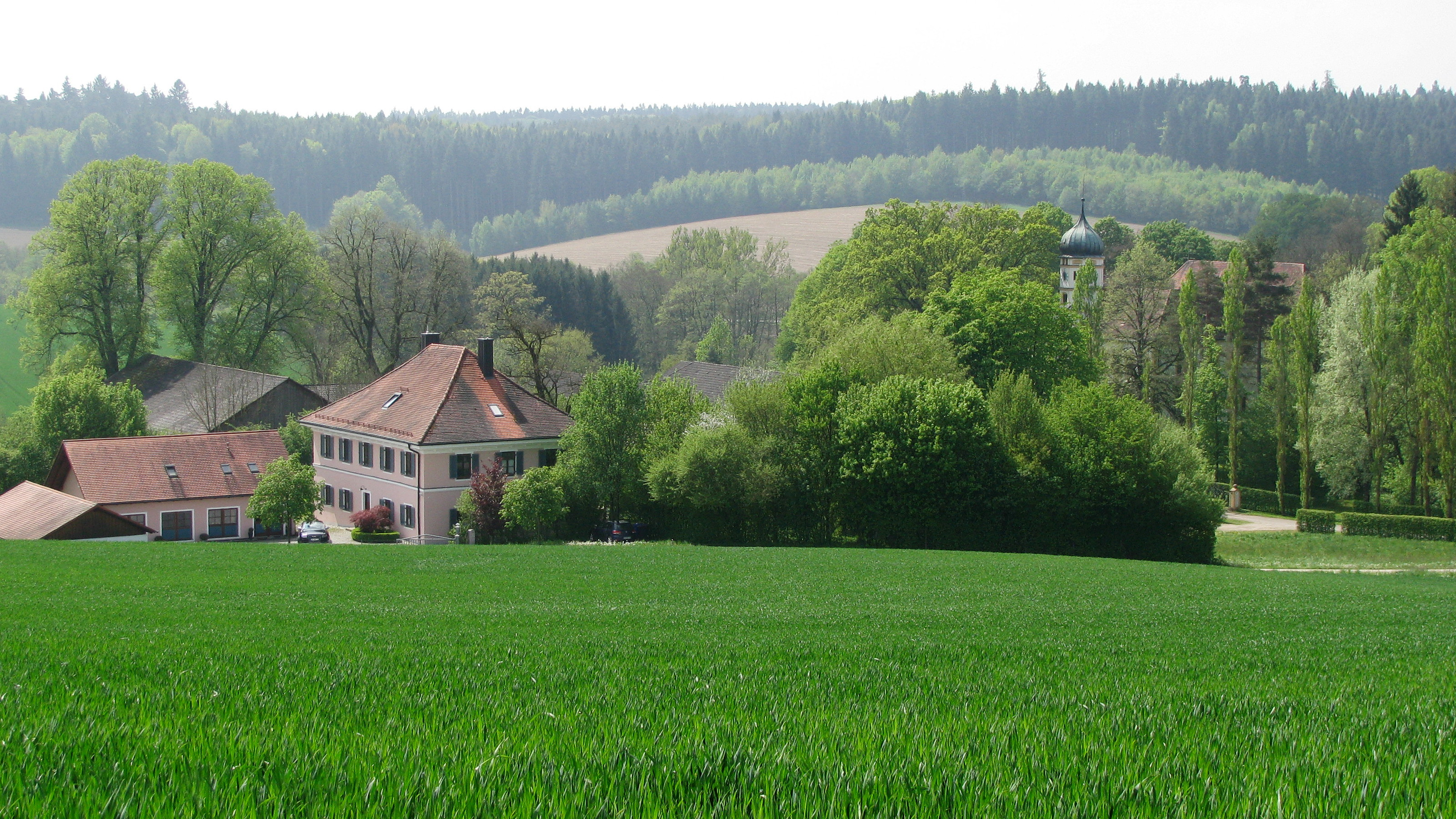
Blick auf Klebing

Auf dieser Seite sind die Baudenkmäler in der oberbayerischen Gemeinde Pleiskirchen zusammengestellt. Diese Tabelle ist eine Teilliste der Liste der Baudenkmäler in Bayern. Grundlage ist die Bayerische Denkmalliste, die auf Basis des Bayerischen Denkmalschutzgesetzes vom 1. Oktober 1973 erstmals erstellt wurde und seither durch das Bayerische Landesamt für Denkmalpflege geführt wird. Die folgenden Angaben ersetzen nicht die rechtsverbindliche Auskunft der Denkmalschutzbehörde.

## Baudenkmäler nach Ortsteilen

### Pleiskirchen
| Lage                        | Objekt                               | Beschreibung | Akten-Nr.    | Bild                                 |
| --------------------------- | ------------------------------------ | --- | ------------ | ------------------------------------ |
| Alter Pfarrhof 1 (Standort) | Ehemaliges Pfarrhaus                 | zweigeschossiger Walmdachbau mit profiliertem Gebälk, 18. Jahrhundert                                                                        | D-1-71-127-5 | BW                                   |
| Hofmark 1 (Standort)        | Katholische Pfarrkirche St. Nikolaus | Saalkirche gotischer Gründung, barockisiert 1631/32, Turmaufsatz von 1882; mit Ausstattung; mit Friedhofsummauerung, 1983 teilweise erneuert | D-1-71-127-1 | Katholische Pfarrkirche St. Nikolaus |
| Hofmark 3 (Standort)        | Inschrifttafel                       | über der Haustür, bezeichnet mit dem Jahr 1612                                                                                               | D-1-71-127-3 | BW                                   |

### Klebing
| Lage                    | Objekt          | Beschreibung | Akten-Nr.     | Bild           |
| ----------------------- | --------------- | --- | ------------- | -------------- |
| Klebing 1 (Standort)    | Schloss Klebing | Dreigeschossige Vierflügelanlage mit oktogonalem Turm, Putzgliederung, wohl in der zweiten Hälfte des 17. Jahrhunderts auf älterer Grundlage errichtet; Schlosskapelle, gleichzeitig; mit Ausstattung | D-1-71-127-49 | weitere Bilder |
| Klebing 4 (Standort)    | Kleinbauernhaus | mit verputztem bzw. verschaltem Blockbau-Obergeschoss, Traufschrot, erste Hälfte 19. Jahrhundert | D-1-71-127-51 | BW             |
| Klebing 8 (Standort)    | Wappentafel     | mit Inschrift, Marmor, bezeichnet mit dem Jahr 1613 | D-1-71-127-50 | BW             |
| Flur Klebing (Standort) | Kapelle         | mit Pilastergliederung, erste Hälfte 18. Jahrhundert; an der Straßenkreuzung | D-1-71-127-53 | BW             |

### Sigrün
| Lage                   | Objekt                          | Beschreibung | Akten-Nr.     | Bild |
| ---------------------- | ------------------------------- | --- | ------------- | ---- |
| Sigrün 1 (Standort)    | Wohnstallhaus                   | Nordflügel des Vierseithofes, zweigeschossiger Bau mit Blockbaugiebel und rückseitigem Bundwerk, Mitte 19. Jahrhundert; östlich Bundwerkstadel, gleichzeitig | D-1-71-127-83 | BW   |
| Sigrün 2 (Standort)    | Katholische Kirche St. Kolomann | spätgotische Saalkirche in Backstein, Turm mit Treppengiebel, zweite Hälfte 15. Jahrhundert; mit Ausstattung                                                 | D-1-71-127-81 | BW   |
| Flur Sigrün (Standort) | Wallfahrtskapelle St. Korona    | Holzbau mit Schöpfbrunnen im Inneren (Brünndl), bezeichnet mit dem Jahr 1603, Umbauten 1866, 1911; mit Ausstattung                                           | D-1-71-127-82 | BW   |

### Weitere Ortsteile
| Lage                                               | Objekt                                                    | Beschreibung | Akten-Nr.      | Bild                                              |
| -------------------------------------------------- | --------------------------------------------------------- | --- | -------------- | ------------------------------------------------- |
| Albersberg Albersberg 1 (Standort)                 | Kapelle                                                   | mit spitzem Dachreiter, bezeichnet mit dem Jahr 1902; mit Ausstattung | D-1-71-127-7   | BW                                                |
| Almering In Almering (Standort)                    | Hofkapelle                                                | mit Dachreiter, 1842; mit Ausstattung | D-1-71-127-8   | BW                                                |
| Altsberg Laibenger Feld (Standort)                 | Kapelle                                                   | zweite Hälfte 19. Jahrhundert; westlich von Altsberg | D-1-71-127-9   | BW                                                |
| Anhaltsberg Anhaltsberg 4 (Standort)               | Ortskapelle                                               | mit Treppengiebel, Ende 19. Jahrhundert | D-1-71-127-10  | BW                                                |
| Anzing Anzing 4 (Standort)                         | Hütte                                                     | mit Bundwerk-Obergeschoss und Getreidekasten, bezeichnet mit dem Jahr 1907 | D-1-71-127-11  | BW                                                |
| Brandhub Brandhub 2 (Standort)                     | Stadel                                                    | Nordflügel des Vierseithofes, mit Bundwerk, zweites Viertel 19. Jahrhundert; Hütte, Ostflügel, mit Bundwerk, zweites Viertel 19. Jahrhundert | D-1-71-127-16  | BW                                                |
| Dachgrub Dachgrub 1 (Standort)                     | Vierseithof                                               | Wohnstallhaus, Nordflügel des Vierseithofes „Beim Dachgruber“, zweigeschossiger Flachsatteldachbau mit gewölbtem Flur und Stallgewölbe, traufseitige schmiedeeiserne Laube bez. 1839, im Kern älter; Bundwerkstadel (Südflügel), gleichzeitig; Stallstadel (Ostflügel), zweigeschossiger Satteldachbau mit Durchfahrt, bez. 1900 | D-1-71-127-103 | BW                                                |
| Dornach Dornach 2 (Standort)                       | Hütte                                                     | mit Bundwerkobergeschoss, zweites Viertel 19. Jahrhundert | D-1-71-127-17  | BW                                                |
| Estor Flur Stöpfing (Standort)                     | Bildstock                                                 | zweite Hälfte 19. Jahrhundert; westlich vom Hof | D-1-71-127-20  | BW                                                |
| Fallthor Fallthor 1 (Standort)                     | Stadel                                                    | Südflügel des Vierseithofes, mit Bundwerk und alter Verschalung, zweites Viertel 19. Jahrhundert; Hütte, Ostflügel des Vierseithofes, mit Bundwerk und alter Verschalung, zweites Viertel 19. Jahrhundert. | D-1-71-127-21  | BW                                                |
| Geisberg Geisberg 1 (Standort)                     | Hofkapelle                                                | mit Treppengiebel, bezeichnet mit dem Jahr 1908 | D-1-71-127-22  | BW                                                |
| Georgenberg Georgenberg 9 (Standort)               | Wohnhaus                                                  | Westflügel des Vierseithofes, zweigeschossiger Satteldachbau, Giebelseite mit Blockbau-Obergeschoss, laut Inschrift erbaut 1805, erneuert 1990/91 | D-1-71-127-24  | BW                                                |
| Georgenberg Georgenberg 12 (Standort)              | Katholische Filialkirche St. Georg                        | verputzter Backsteinbau, Saalkirche, erbaut 1496, auf älterer Grundlage wohl des 12./13. Jahrhunderts; mit Ausstattung; Friedhof mit Ummauerung des 17./18. Jahrhunderts, 1981 teilweise erneuert | D-1-71-127-23  | Katholische Filialkirche St. Georg                |
| Gmaindl Gmaindl 1 (Standort)                       | Ehemaliges Bauernhaus                                     | Wohnstallhaus mit Blockbau-Obergeschoss und Traufschrot, Anfang 19. Jahrhundert; Hütte, geständerter Bundwerkstadel mit Getreidekasten, Sichtziegelmauerwerk, zweite Hälfte 19. Jahrhundert, 1908 erneuert | D-1-71-127-25  | BW                                                |
| Goldhub Goldhub 2 (Standort)                       | Stadel                                                    | mit Andreaskreuz-Bundwerk, drittes Viertel 19. Jahrhundert | D-1-71-127-26  | BW                                                |
| Hanning Hanning 2 (Standort)                       | Bauernhaus                                                | Nordflügel des Dreiseithofes, Wohnstallhaus mit Blockbau-Obergeschoss, Traufschrot und giebelseitigem Gitterbundwerk, Mitte 19. Jahrhundert | D-1-71-127-28  | BW                                                |
| Hilling Hilling 9 (Standort)                       | Ehemaliges Kleinbauernhaus                                | mit Blockbau-Obergeschoss und umlaufendem Schrot, zweite Hälfte 18. Jahrhundert | D-1-71-127-33  | BW                                                |
| Hinterwinkl Hinterwinkl 1 (Standort)               | Bauernhaus                                                | Wohnstallhaus, firtsgedrehtes Stockhaus mit Blockbau-Obergeschoss, erstes Drittel 19. Jahrhundert | D-1-71-127-36  | BW                                                |
| Hitzenberg Hitzenberg 2 (Standort)                 | Hofkapelle                                                | mit Zwiebeltürmchen, bezeichnet mit dem Jahr 1906; mit Ausstattung | D-1-71-127-38  | BW                                                |
| Höll Höll 1 (Standort)                             | Hütte                                                     | Westtrakt des Anwesens, mit Bundwerk-Obergeschoss, zweite Hälfte 19. Jahrhundert | D-1-71-127-39  | BW                                                |
| Höllthal Höllthal 3 (Standort)                     | Bundwerkstadel                                            | zweites Viertel 19. Jahrhundert. | D-1-71-127-40  | BW                                                |
| Hub Hub 4 a (Standort)                             | Ehemaliges Bauernhaus                                     | Wohnstallbau mit Blockbau-Obergeschoss und Traufschrot, 18./19. Jahrhundert; östlich Stadel, mit Bundwerk, Mitte 19. Jahrhundert; nördlich Stadel, mit Bundwerk, Mitte 19. Jahrhundert | D-1-71-127-41  | BW                                                |
| Illbach Illbach 1 (Standort)                       | Bauernhaus des Vierseithofes                              | Wohnstallhaus mit rückseitigem Bundwerk, Blockbau-Obergeschoss und Traufschrot, wohl Mitte 19. Jahrhundert; südlich Stadel, mit reichem Gitterbundwerk der Spätform, drittes Viertel 19. Jahrhundert; westlich Hütte, mit Bundwerkoberteil, Mitte 19. Jahrhundert | D-1-71-127-43  | BW                                                |
| Illbach Illbach 3 (Standort)                       | Stattlicher Vierseithof                                   | Wohnstallhaus, ehemaliger Stall mit einfachem Bundwerk, Stadel mit Verbretterungen im Obergeschoss, ehemalige Wagenhütte mit einfachem Bundwerk, zweite Hälfte 19. Jahrhundert; Nebengebäude mit Bienenhaus und Backofen | D-1-71-127-101 | BW                                                |
| Johannsbuchbach Johannsbuchbach 3 (Standort)       | Katholische Filialkirche St. Johann Baptist               | Saalkirche, Westturm mit Zinnengiebel, spätmittelalterlicher, im Kern wohl romanischer Bau; mit Ausstattung | D-1-71-127-45  | BW                                                |
| Johannsbuchbach Johannsbuchbach 4 (Standort)       | Bildstock                                                 | 18./19. Jahrhundert; vor der Kirche | D-1-71-127-47  | BW                                                |
| Lederhub Flur Lederhub (Standort)                  | Wegkapelle                                                | bezeichnet mit dem Jahr 1836; mit Ausstattung | D-1-71-127-56  | BW                                                |
| Lederhub Lederhub 7 (Standort)                     | Ehemaliger Einfirsthof                                    | Wohnteil zweigeschossiger Blockbau, 18. Jahrhundert, Dach später | D-1-71-127-57  | BW                                                |
| Moos Moos 1 (Standort)                             | Kapelle, sogenannte Moserkapelle                          | mit Dachreiter, von 1865; mit Ausstattung | D-1-71-127-62  | BW                                                |
| Niederaich Niederaich 1 (Standort)                 | Wallfahrtskapelle, sogenannte Bründlkapelle               | Ursprungskapelle der Wallfahrt zur hl. Korona, 19. Jahrhundert | D-1-71-127-65  | BW                                                |
| Niederaich Niederaich 2 (Standort)                 | Katholische Filialkirche St. Korona und Mariä Himmelfahrt | barocke Saalkirche mit Dachreiter, Ende 17. Jahrhundert; mit Ausstattung | D-1-71-127-64  | BW                                                |
| Nonnberg Nonnberg 7 (Standort)                     | Katholische Expositurkirche St. Mariä Himmelfahrt         | Saalkirche, Turm mit Treppengiebel, wohl vom 1218 geweihten Vorgängerbau, Chor und Langhaus spätgotisch, Weihe 1427; mit Ausstattung | D-1-71-127-66  | Katholische Expositurkirche St. Mariä Himmelfahrt |
| Oed Oed 2 (Standort)                               | Bauernhaus                                                | Wohnstallhaus mit zweigeschossigem Blockbau, rückwärtigem Bundwerk und Giebelschrot, Mitte 16. Jahrhundert, Giebel und Dachstuhl Anfang 19. Jahrhundert | D-1-71-127-68  | BW                                                |
| Petzling Petzling 2 (Standort)                     | Stadel                                                    | Südflügel des Vierseithofes, mit Bundwerk, Anfang 20. Jahrhundert; östlich Hütte, mit Bundwerk, drittes Viertel 19. Jahrhundert | D-1-71-127-69  | BW                                                |
| Prasting Prasting 2 (Standort)                     | Vierzehn Kreuzwegstationen                                | farbige Freskomalerei, um 1912; im Obergeschoss-Flez des Bauernhauses | D-1-71-127-102 | BW                                                |
| Reit Reit 1 (Standort)                             | Bundwerkstadel                                            | zweite Hälfte 19. Jahrhundert | D-1-71-127-73  | BW                                                |
| Ruhnsberg Flur Ruhnsberg (Standort)                | Kapelle                                                   | mit kleinem Dachreiter, bezeichnet mit dem Jahr 1900; nördlich am Waldrand | D-1-71-127-75  | BW                                                |
| Ruhnstetten Ruhnstetten 1 (Standort)               | Vierseithof                                               | Wohnstallhaus (Nordflügel), mit gewölbtem Ross- und Kuhstall, zweigeschossiger Sichtziegelbau mit zwei Traufschroten, Giebelfassade mit Laube und Figurennischen, Glockenständer bezeichnet mit dem Jahr 1893; Hütte (Ostflügel), Sichtziegelbau mit Bundwerk am Heuboden, hofseitig zwei korbbogige Arkaden, Inschrift bezeichnet mit dem Jahr 1889; Bundwerkstadel (Südflügel), Ende 18./Anfang 19. Jahrhundert; Stallgebäude (Westflügel), Sichtziegelbau mit darüberliegendem gemauerten Getreidekasten, wohl Ende 19. Jahrhundert | D-1-71-127-76  | BW                                                |
| Ruhwies Ruhwies 1 (Standort)                       | Bauernhof                                                 | kleine Einfirstanlage mit Blockbau-Obergeschoss, erstes Drittel 19. Jahrhundert | D-1-71-127-77  | BW                                                |
| Sauberg Sauberg 2 (Standort)                       | Vierseithof                                               | nördlich Wohnstallhaus, zweigeschossiger Satteldachbau mit Traufschrot und Blockbau-Obergeschoss, bezeichnet mit dem Jahr 1867; östlich Hütte, gemauert mit rundbogiger Durchfahrt und profiliertem Holzgatter, bezeichnet mit dem Jahr 1864; südlich Stadel, geständert mit Bundwerk, Mitte 19. Jahrhundert; westlich Stadel, mit Bundwerk, Mitte 19. Jahrhundert | D-1-71-127-78  | BW                                                |
| Schollaberg Schollaberg 4 (Standort)               | Stadel                                                    | mit Bundwerk, Ende 19. Jahrhundert | D-1-71-127-80  | BW                                                |
| Sorsbach Sorsbach 2 (Standort)                     | Katholische Filialkirche St. Philipp und Jakob            | kleiner Saalbau mit Dachreiter, um 1500 errichtet, Ausbau im 17. Jahrhundert; mit Ausstattung | D-1-71-127-84  | BW                                                |
| Stöpfing Stöpfing 1 (Standort)                     | Ständerbohlenstadel                                       | erste Hälfte 19. Jahrhundert | D-1-71-127-32  | BW                                                |
| Thurmading Thurmading 2 (Standort)                 | Ehemaliges Bauernhaus                                     | Wohnstallbau mit Blockbau-Obergeschoss und Traufschrot, erstes Drittel 19. Jahrhundert | D-1-71-127-90  | BW                                                |
| Unterbuchbach Unterbuchbach 5 (Standort)           | Ehemaliges Bauernhaus                                     | Einfirsthof, zweigeschossiger Blockbau mit Mittertenne und bemalter Flugpfette, 18. Jahrhundert | D-1-71-127-92  | BW                                                |
| Vorwald Vorwald 2 (Standort)                       | Ehemaliges Kleinbauernhaus                                | zweigeschossiger Blockbau mit Traufschrot, 18./19. Jahrhundert | D-1-71-127-93  | BW                                                |
| Wald bei Winhöring Wald bei Winhöring 9 (Standort) | Katholische Pfarrkirche Maria Hilf                        | neugotischer Backsteinbau, Saalkirche, erbaut 1882; mit Ausstattung; mit Friedhofsmauer, nördlicher Teil, 1882 | D-1-71-127-95  | Katholische Pfarrkirche Maria Hilf                |
| Walding Walding 1 (Standort)                       | Wegkapelle                                                | zweite Hälfte 19. Jahrhundert; westlich des Ortes | D-1-71-127-96  | BW                                                |
| Wöllersdorf Wöllersdorf 1 (Standort)               | Ehemaliges Bauernhaus                                     | Wohnstallhaus mit Traufschrot, bezeichnet mit dem Jahr 1881; Stadel, Nordflügel des Vierseithofes, langgestreckter Bau mit reichem Gitterbundwerk, wohl um 1880; westlich Stall, mit Gitterbundwerk, wohl um 1880 | D-1-71-127-99  | BW                                                |
| Wöllersdorf Wöllersdorf 8 (Standort)               | Ortskapelle                                               | kleiner Satteldachbau mit Putzgliederung, Anfang 20. Jahrhundert. | D-1-71-127-100 | BW                                                |

## Ehemalige Baudenkmäler
In diesem Abschnitt sind Objekte aufgeführt, die früher einmal in der Denkmalliste eingetragen waren, jetzt aber nicht mehr. Objekte, die in anderem Zusammenhang also z. B. als Teil eines Baudenkmals weiter eingetragen sind, sollen hier nicht aufgeführt werden. Aktennummern in diesem Abschnitt sind ehemalige, jetzt nicht mehr gültige Aktennummern.

| Lage                                 | Objekt                     | Beschreibung | Akten-Nr.     | Bild |
| ------------------------------------ | -------------------------- | --- | ------------- | ---- |
| Harpeting Harpeting 2 (Standort)     | Wohnstallhaus              | Halbstockhaus mit Blockbaugiebel, im Kern erste Hälfte 17. Jahrhundert; südlich Bundwerkstadel, 19. Jahrhundert; Hütte, mit Getreidekasten, bezeichnet mit dem Jahr 1830 in Spiegelschrift | D-1-71-127-29 | BW   |
| Hitzenberg Hitzenberg 3 (Standort)   | Bauernhaus                 | firstgedrehtes Stockhaus, mit zum Teil verschaltem Blockbau-Obergeschoss, Schrot und Glockenständer, Mitte 19. Jahrhundert                                                                 | D-1-71-127-37 | BW   |
| Lindlhütt Lindlhütt 1, 2 (Standort)  | Ehemaliges Bauernhaus      | Wohnstallhaus, Halbstockhaus mit Blockbaugiebel und Giebellaube, wohl 18. Jahrhundert; Ständerbohlenstadel, mit Flachsatteldach und eingebautem Getreidekasten, Blockbau, 18. Jahrhundert  | D-1-71-127-59 | BW   |
| Manghof Manghof 1 ()                 | Stattlicher Bundwerkstadel | letztes Viertel 19. Jahrhundert | D-1-71-127-60 |      |
| Schollaberg Schollaberg 2 (Standort) | Stadel                     | mit Gitterbundwerk, zweite Hälfte 19. Jahrhundert | D-1-71-127-79 | BW   |